# Ilse Geisler
Ilse Geisler, även Ilse Geißler och Ilse Vorsprach-Geißler, född 10 januari 1941 i Kunnersdorf, är en inte längre aktiv tysk rodelåkare.
Geisler började under 1950-talet med rodelåkning. Året 1959 ramlade hon vid en tävling i Weißenbach i Österrike och hon hade ett längre uppehåll på grund av olyckan. Efter återhämtningen tävlade Geisler vid världsmästerskapen 1962 i Polen och hon lyckades vinna guldmedaljen. Hon blev även världsmästare 1963 och vid världsmästerskapen 1965 vann hon en bronsmedalj. Vid de olympiska vinterspelen 1964 tävlade hon för det gemensamma tyska laget och hon kom på andra platsen i damernas rodelsingel efter Ortrun Enderlein. Redan under idrottskarriären var Geisler sysselsatt som lärare och hon flyttade senare till Stralsund.